# SD Gundam G Generation Genesis
Az SD Gundam G Generation Genesis (SDガンダム GGENERATION GENESIS) taktikai szerepjáték, az SD Gundam G Generation sorozat huszonhetedik tagja, melyet a Tom Create fejlesztett és a Bandai Namco Entertainment jelentetett meg. A játék 2016. november 22-én jelent meg Japánban és Délkelet-Ázsia angol anyanyelvű területein.
Az SD Gundam G Generation Genesis a Gundam-franchise Universal Century idősíkjában játszódik, megjelenésekor annak 38 különböző művéből szerepeltetett mobilruhákat és 16-nak dolgozza fel az eseményeit. A játékot letölthető tartalmak képében később több új cselekményszállal és mobilruhával is kibővítették.

## Fejlesztés
A játékot 2015. december 14-én jelentették be a Gundam Breaker 3 társaságában, a Gundam franchise 30. évfordulójának megünnepléseként. Az SD Gundam G Generation Genesis az eredeti tervek szerint PlayStation 3, PlayStation 4 és PlayStation Vita platformokra jelent volna meg, azonban 2016. július 12-én bejelentették, hogy a PlayStation 3-verzió fejlesztését leállították. A játék 2016. november 22-én jelent meg Japánban és Délkelet-Ázsia angol anyanyelvű területein. Az SD Gundam G Generation Genesis az első PlayStation Vita-játék, amely a nagy mérete miatt csak két Vita-kártyán fér el.

## Fogadtatás
A játékot a Famicú japán szaklap mind a négy cikkírója 8-as pontszámmal díjazta, így az összesítve 32/40-es pontszámot kapott. Az SD Gundam G Generation Genesis megjelenésének hetében a második és a harmadik helyen mutatkozott be a japán eladási listákon: a PlayStation Vita-verzióból 88 324, míg a PlayStation 4-változatból 87 568, így összesen 175 892 dobozos példány kelt el. A következő héten a Vita-kiadás a hatodik, míg a PlayStation 4-verzió a nyolcadik helyre csúszott vissza 10 112, illetve 8500 példánnyal.